# St. Michael (Budberg)

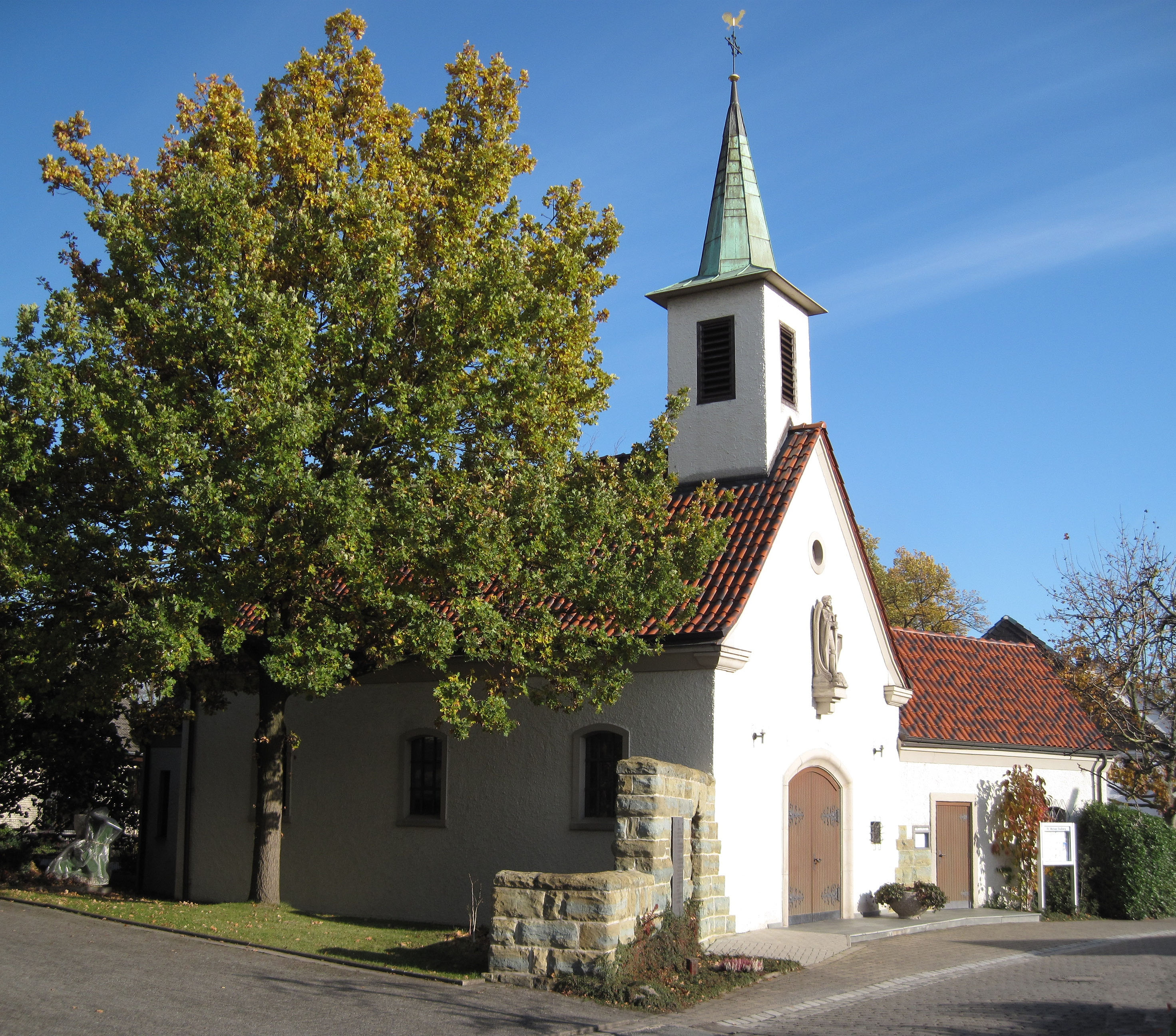
Kapelle St. Michael

Die römisch-katholische Kapelle St. Michael ist ein ortsbildprägendes Kirchengebäude in Budberg, einem Ortsteil von Werl im Kreis Soest (Nordrhein-Westfalen).

## Geschichte und Architektur

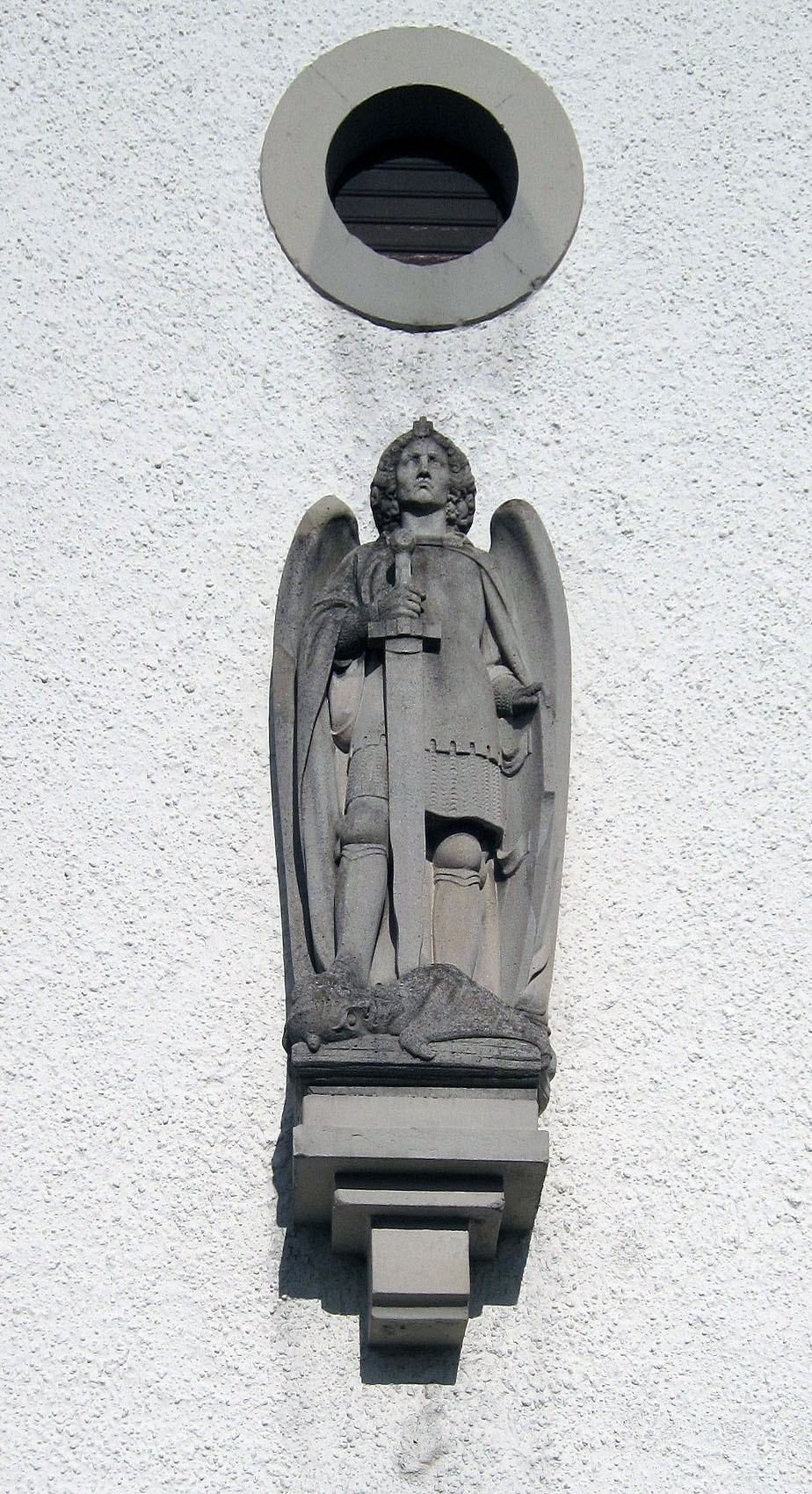
Figur des hl. Michael über dem Eingang

Für 1912 ist eine kleine Kapelle bezeugt, die wegen Baufälligkeit abgerissen wurde. An deren Stelle wurde nach dem Entwurf des Baukommissars Franz Rehbein eine neue Kapelle gebaut. Die Fundamente wurden aus Bruchstein hergestellt, die Wände aus Ziegelstein gemauert. Der Bau mit einem kleinen Turmaufsatz wurde im November 1914 fertiggestellt.
Die Kapelle von 1914 bot etwa 25 Personen Platz. Für eine Gemeinde von etwa 260 Mitgliedern erwies sie sich daher schon bald als zu klein. Daher erfolgte ein Neubau nach dem Entwurf des Architekten Konrad Brand aus Hamm. Er sah einen Laienraum vor, in dem alle Gemeindemitglieder Platz finden würden und der durch die Einbeziehung der noch zu bauenden Empore, Reserven vorhielt. Die vorhandene Kapelle wurde dem Neubau auf der rechten Seite als Sakristei angegliedert. Um in der Frontansicht eine ausgewogene Geschlossenheit zu erreichen, wurde nach links eine Abschlussmauer angelegt. Der Dachreiter der alten Kapelle wurde in unveränderter Form wiederverwendet. Eine Sandsteinfigur des Erzengels Michael befindet sich bekrönend über dem Portal. Die Kapelle wurde am 29. September 1938 benediziert.

## Glocken
Das Geläut der Kapelle besteht aus drei Bronzeglocken. Die kleine Marienglocke (c''') wurde 1912 gegossen. Die Michaelsglocke (f'') und die Kunibertsglocke (as'') entstanden 1950 bei Albert Junker in Brilon aus zinnfreier Briloner Sonderbronze.